# 塞巴斯蒂亚诺·德尔·皮翁博
塞巴斯蒂亚诺·德·皮翁博（Sebastiano del Piombo，義大利語：[sebaˈstjaːno del ˈpjombo]，约1485年—1547年6月21日）是意大利文艺复兴全盛期和早期风格主义画家，也是这一时期唯一一位重要画家，结合了威尼斯画派的色彩，与罗马画派的表现力。他在家乡的威尼斯画派门下接受训练，曾经做出过重大贡献，在 1511 年前往罗马后，则完全采用了罗马画派的风格，他在罗马度过了自己的余生。 
皮翁博原名“塞巴斯蒂亚诺·卢恰尼”（Sebastiano Luciani），到罗马后称为“塞巴斯蒂亚诺·维尼齐亚诺”（Sebastiano Veneziano）或或“维尼齐亚诺”（Viniziano），意为“威尼斯人”。1531年，他成为教宗封印管理员，因此根据他的新头衔piombatore获得了绰号“德·皮翁博”（意为铅）。像米开朗基罗和阿里奥斯托这样的朋友称他为“巴斯蒂亚诺修士”（Fra Bastiano）。他以修士的身份保管圣旨，虽然他有一个妻子和两个孩子。
年轻时，他在威尼斯曾是一位成功的魯特琴琴师，后来转行绘画，接受乔瓦尼·贝利尼和乔尔乔内的训练。当他刚去罗马时，曾与拉斐尔共事，后来又成为少数与米开朗基罗相处融洽的画家之一，后者鼓励他与拉斐尔竞争。他用油画画肖像和宗教题材，避免了占据拉斐尔和米开朗基罗大部分时间的大型湿壁画任务。他在威尼斯和罗马活动期间，都因为同一个城市存在明显更伟大的画家而有些黯然失色。在1520年拉斐尔去世后，他成为了罗马的主要画家。他对其他艺术家的影响受到了限制，因为他缺乏杰出的学生，而且他的作品印刷得相对较少。他主要画肖像画，与同时代罗马的大师相比，他存世的作品相对较少。

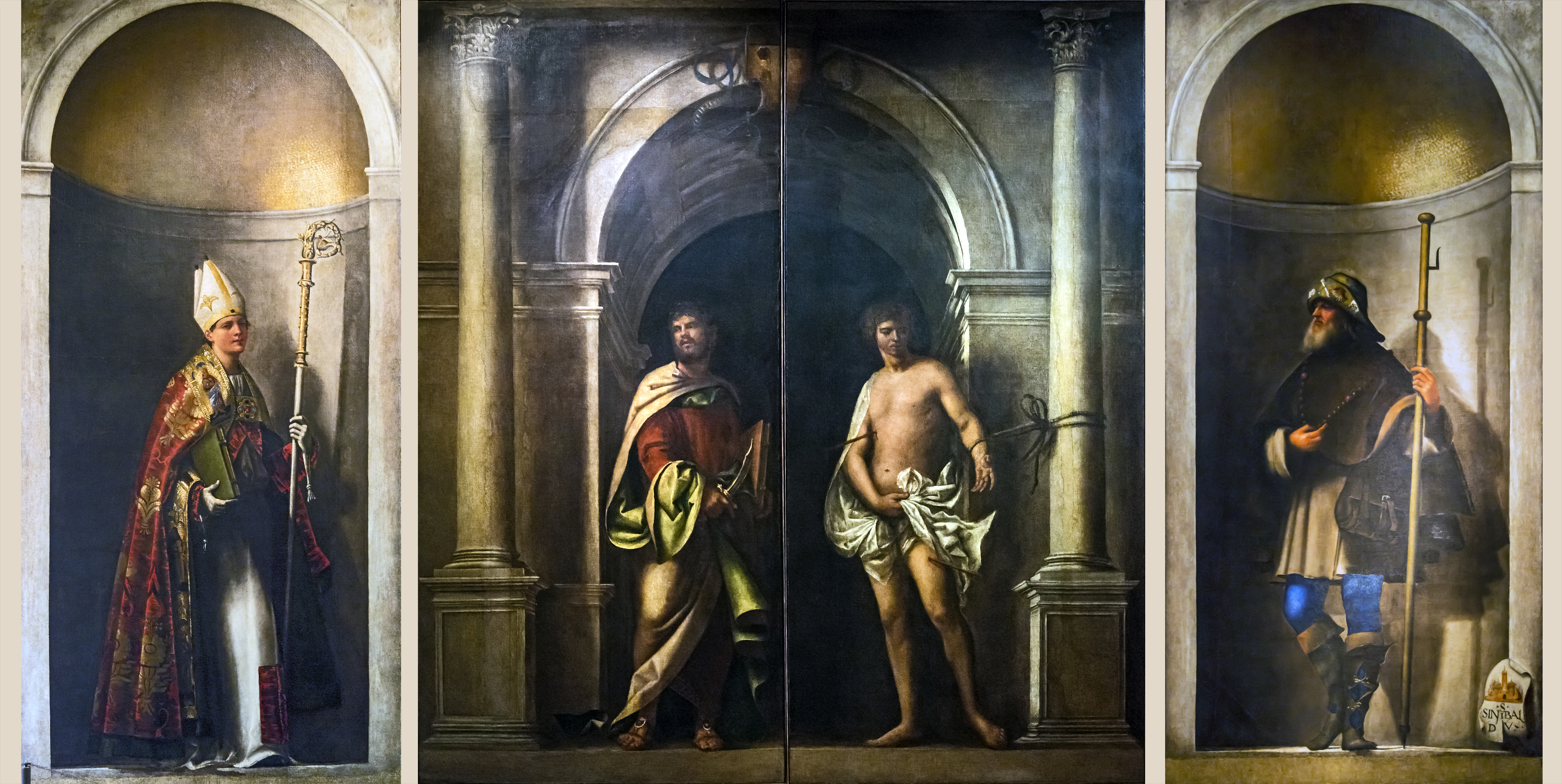
四位圣人

## 作品
- 四位圣人，1509年，现藏于威尼斯学院美术馆
- 拉匝禄复活 (塞巴斯蒂亚诺·德尔·皮翁博)，1517-1519 年，现藏于伦敦国家美术馆
- 克莱孟七世肖像，1526年，现藏于那不勒斯國立卡波迪蒙特博物館

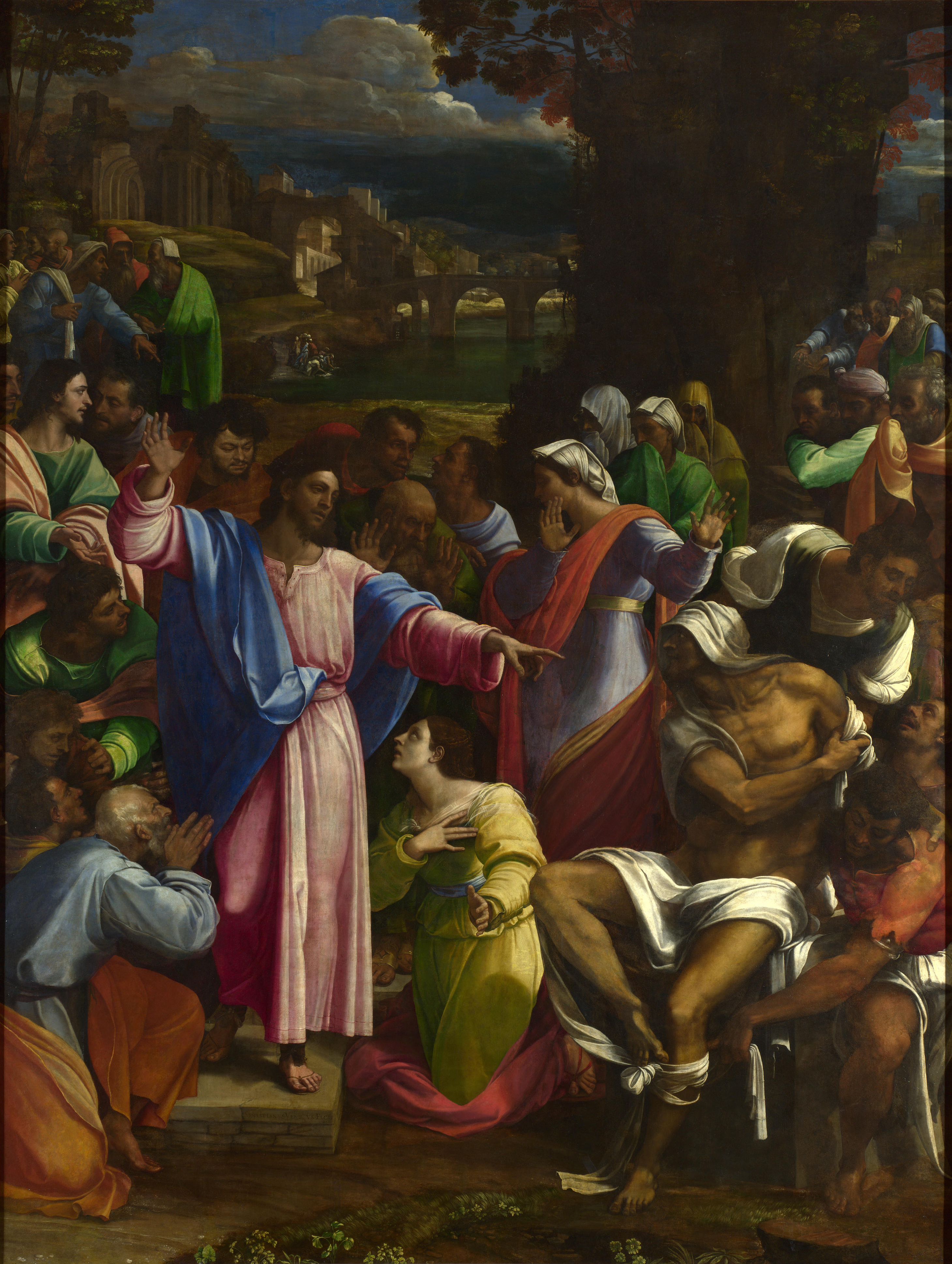
拉匝禄复活
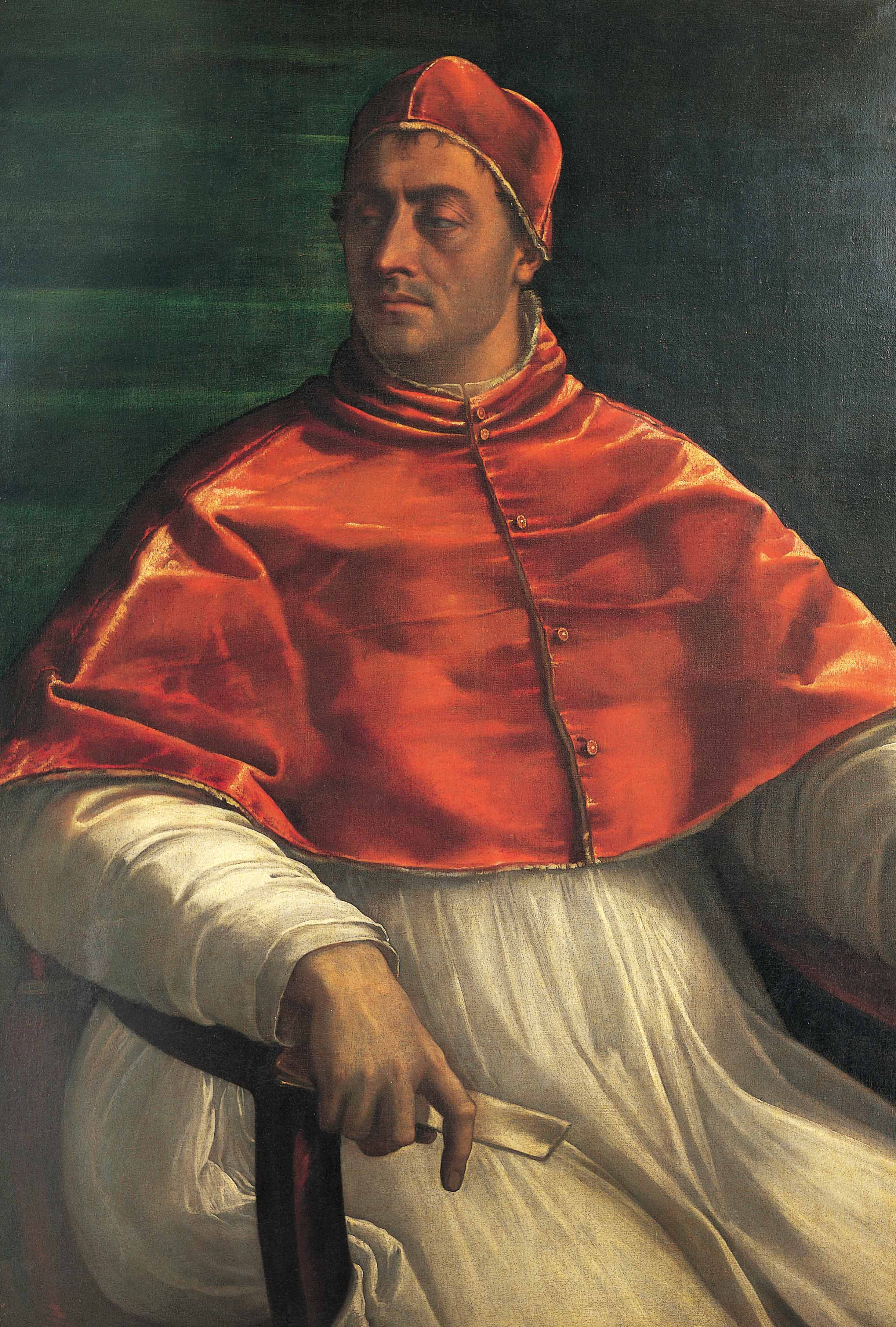
克莱孟七世肖像